# Jacinta Bartholomew
Jacinta Bartholomew (sinh ngày 15 tháng 1 năm 1965) là một vận động viên người Grenada đã nghỉ hưu, chuyên về môn Nhảy xa. Bà đại diện cho Grenada trong sự kiện này tại Thế vận hội Mùa hè 1984, là một phần của đội ngũ đầu tiên của đất nước trong các trò chơi và là thành viên nữ duy nhất. Đúng như dự đoán, bà đã tham gia Bước nhảy dài nhưng không tiến xa hơn giai đoạn sơ bộ.
Bà đã giành được danh hiệu trong nhà và ngoài trời vào năm 1988 với tư cách là thành viên của đội vô địch 4x100 mét của nhà vô địch NCAA và cũng được đặt và cũng đứng thứ ba trong môn nhảy xa và tiếp sức 4x400 mét. Tại Rô-bốt Rô-ma cùng năm, bà đã giành vị trí á quân trong môn nhảy xa và thuộc các đội tiếp sức chiến thắng, 4x100, 4x200 và 4x400. Năm 1989, bà trở thành một Huy chương 10 PAC. Jacinta giữ kỷ lục trong nhà quốc gia của phụ nữ trong môn nhảy xa, khoảng cách 6,46m được thiết lập vào ngày 23 tháng 2 năm 1990.
Sau một sự nghiệp thành bàng ở cấp đại học về điền kinh, Bartholomew hiện có Thẻ giao dịch chính thức của Đại học Arizona để vinh danh bà.

## Thành tích giải đấu
| Năm                  | Giải đấu             | Địa điểm                   | Thứ hạng             | Nội dung             | Chú thích            |
| Representing Grenada | Representing Grenada | Representing Grenada       | Representing Grenada | Representing Grenada | Representing Grenada |
| -------------------- | -------------------- | -------------------------- | -------------------- | -------------------- | -------------------- |
| 1982                 | CARIFTA Games        | Kingston, Jamaica          | 3rd                  | Long Jump (U20)      | 5.40 m               |
| 1983                 | CARIFTA Games        | Fort-de-France, Martinique | 1st                  | Long Jump (U20)      | 5.88 m               |
| 1983                 | World Championships  | Helsinki, Finland          | 11th                 | Long Jump            | 5.77 m (+2.4)        |
| 1984                 | Summer Olympic Games | Los Angeles, California    | 17th                 | Long Jump            | 6.07 m               |